# Căușeni
Căușeni est une ville de Moldavie située dans le raion de Căușeni, sur les bords de la rivière Botna, à 88 kilomètres au sud de Chișinău.

## Démographie
En 2012 sa population était d'environ 20 000 habitants.

## Personnalités liées à la ville
- Virgil Almășanu (1926-2009), peintre de Réalisme socialiste.
- Grigore Grigoriu (1941-2003), acteur soviétique moldave, né à Căușeni. Le monument avec le buste de l'acteur est érige devant la Maison de la Culture de la ville[1],[2].